# Zabelle
Zabelle est un géant de processions et de cortèges inauguré en 1923 et symbolisant la localité de Boulogne-sur-Mer, en France. Cette pratique est inscrite à l'inventaire du patrimoine culturel immatériel en France depuis 2014.

## Description
La géante, représentée en tenue traditionnelle en est à sa quatrième version, mise en service en 2003. D'une hauteur de 3,80 m et d'un poids de 60 kg, Elle nécessite un seul porteur. Le diamètre du panier est de 1,20 m à la base.
Cette géante est caractérisée par des vêtements en noir et blanc et un air un peu sévère. Elle porte le « soleil » une coiffe circulaire, en dentelle blanche empesée, qui lui entoure la tête un peu comme une auréole. Ses épaules sont couvertes d'un châle blanc (à franges) contrastant avec le noir de sa robe. Son air un peu sévère, ou décidé, est très nettement renforcé par l'attitude dans laquelle elle est représentée : les deux mains sur les hanches.
Zabelle est très généralement accompagnée de son « mari », Batisse, repérable au filet de pêcheur qu'il porte sur l'épaule gauche. Ces deux géants ont les mêmes dimensions.

## Historique
Le premier couple Zabelle et Batisse défilent pour la première fois le 23 septembre 1923 et sont tirés par un cheval. Ils sont l'œuvre du sculpteur boulonnais Achille Blot.
Détruits pendant la Seconde Guerre mondiale, ils sont reconstruits par le sculpteur hazebrouckois Maurice Deschodt et défilent le 19 août 1956. Ils mesurent 4,85 mètres et pesant près de 40 kg et sont portés par deux personnes.
Zabelle et Batisse renaissent pour la troisième fois en 1980. Ils sont l'œuvre de Charles Garnier, artiste et saltimbanque local, mesurent 4,50 mètres et sont montés sur roues. Ils apparaissent pour la dernière fois en 1987 et tomberont de nouveau dans l'oubli.
Ils renaîtront et se marieront en 2003, de cette union naîtra, en 2015, Ti Pierre, 2,60 mètres et 35 kilos,,.

## Chansons
Deux chansons illustrent la ferveur locale pour les géants Boulonnais :
- « Batisse et Zabelle » composée par Louis Moreau, chantée par les Soleils Boulonnais.
- « Sur vos pas de géants » composée en 2003 par Marc Gosselin chantée par le groupe Cap'Trad.